# Bolette Petri-Sutermeister
Bolette Petri-Sutermeister (født 1920, død 2018) var forfatter. 
Petri-Sutermeister er blandt andet kendt for at have skrevet Eisblumen: Begegnungen auf Spitzbergen (Isroser: eventyr på svalbard) og Zwischen Mitternachtssonne und Nordlicht: Erzählungen aus dem Hohen Norden.